# (5544) Kazakov
(5544) Kazakov (1978 TH6) – planetoida z pasa głównego asteroid okrążająca Słońce w ciągu 4,41 lat w średniej odległości 2,69 j.a. Odkryta 2 października 1978 roku.